# Tatratea
A Tatratea (korábban szlovákul Tatranský čaj, magyarul am. tátrai tea) teaalapú, gyógynövények felhasználásával készülő likőr, amelyet a felvidéki Karloff cég készít a Magas-Tátra hegyeiből származó receptúra alapján. Legnépszerűbb variánsa az 52%-os eredeti, amiből évente több mint félmillió palackkal adnak el. Tartalma fekete és fehér teák, növényi kivonatok és gyümölcskivonatok összessége. Jelenleg 14 különböző ízben kapható, alkoholtartalma széles skálán mozog.
A tea és gyógynövények kivonatát tölgyfahordóban érlelik, majd következik a kivonás és a szűrés folyamata. Az érlelési folyamat 8 héten keresztül tart. Az alkoholt melaszból állítják elő. Az érlelés után az italt pihentetik, majd palackozzák.

## Története
Az eredeti nevén  Tatranský čaj receptjét a Magas-Tátra hegyei között élő emberek dolgozták ki. Régi szokás volt közöttük ugyanis, hogy a közéjük érkező vendéget, a hideg elleni védekezésül, forró teával kínáltak, melyet gyógynövényekből készült likőrrel dúsítottak. Ez a recept képezte a mai ital alapját is.
Nagyüzemi gyártása és forgalmazása 2003 elején kezdődött, amikor Ján Semaňák egyfajta szlovák nemzeti italként kívánta piacra dobni. Először csak kisebb tételben forgalmazták, majd a sikert látva, 2004 elejétől nagyobb mennyiséget termeltek. Eredeti, átlagos külsejű üvegét egy termoszra emlékeztető variánsra cserélték, és ezt követően további öt ízben kezdték el gyártani. Később a teaalapú verziók mellé gyümölcsalapúak érkeztek, majd a harmadik generáció, mely gyógynövényalapú.
Magyarországon a 2010-es évek közepe óta kapható, kezdetben az 1. szériába tartozó változatokat importálták, majd a hamar népszerűvé vált ital 2. szériába tartozó ízei is megjelentek.

## Változatok

### 1. széria - teaalapú italok
- 22% Coconut - alapja egy könnyű fehér tea és kókuszdió-kivonat. Az egyik leggyengébb alkoholtartalmú. Üvege fehér színű, az ital világos arany.[4]
- 32% Citrus - gyümölcsös fekete tea az alapja, lime és citrom kivonattal. Üvege citromzöld, az ital borostyánszínű.[5]
- 42% Peach - a legédesebb variáns, fehér tea és barack-kivonat hozzáadásával készült. Üvege barack-színű, az ital aranysárga.[6]
- 52% Original - az eredeti változat, fekete teából, gyógynövényekből, és málnakivonatból készül. Az üveg színe fekete, az ital borostyán-mahagóni színű.[7]
- 62% Forest Fruit - az 52 fokos recept feljavított változata, magasabb alkoholtartalommal, több fekete tea-kivonattal, áfonyával, szederrel, és erdei szamócával. Üvegének színe lila, az ital vöröses mahagóni.[8]
- 72% Outlaw - Magyarországon "betyár tea" néven is ismert. A recept ugyanaz, mint az 52 fokos esetében, de kevesebb cukor van benne, és kinin-kivonattal dúsítják. Üvege szürke színű, az ital sötét mahagóni.[9]

### 2. széria - gyümölcsalapú italok
- 17% Milk & Tea - a legalacsonyabb alkoholtartalmú variáns, az eredeti 52 fokos receptet tejszínnel keverték el. Üvege aranyszínű.[10]
- 27% Aronia & Black Currant - feketeribizli és arónia hozzáadásával készült, az eredeti recept felhasználásával, alacsonyabb alkoholtartalommal. Üvege világoskék színű. Korábban "Acai & Aronia" néven készült, ekkor a feketeribizli helyett a dél-amerikai acai pálma bogyóját használták fel a recepthez.[11]
- 37% Hibiscus & Red Tea - rooibos tea, hibiszkusz, és meggy felhasználásával készült. Enyhén savanyú, vörös színű ital. Üvege rózsaszín, aranyozott kupakkal.[12]
- 47% Flower - hétféle virág (körömvirág, csalán, levendula, hárs, akác, bodzavirág és menta) hozzáadásával készül, valamint cukor helyett méz van benne. Üvege citromsárga.[13]
- 57% Rosehip & Sea Buckthorn - csipkebogyó és homoktövis képezi az alapját, rooibos tea felhasználásával. Üvege narancssárga.[14]
- 67% Apple & Pear - alma és körte felhasználásával készült. Üvege sötétpiros.[15]

### 3. széria - gyógynövényalapú italok
- 35% Herbal Tea Digestif - hozzáadott cukor nélkül készül, mazsola, füge, és sztévia édesíti ezt a teaalapú likőrt. Több mint 30 féle gyógynövény van benne, köztük máriatövis, bodzavirág, és cickafark. A gyártó javaslata szerint étkezés után ajánlott fogyasztani, mivel elősegíti az emésztést.[16] Üvege sötétzöld, arany kupakkal.
- 35% Tea Bitter - hozzáadott cukor nélkül készült, mazsola, füge és sztévia édesíti ezt a variánst is. Több mint 30 gyógynövényből készül, elsősorban üröm, tárnics, máriatövis, áfonyalevél, menta és gyöngyajakfű felhasználásával. Üvege csokoládébarna, arany kupakkal.[17]

### Limitált széria
- 35% Original Light - ugyanaz, mint az 52% Original, azonban kevesebb cukrot tartalmaz és csökkentett az alkoholtartalma is. Üvege krómezüst.
- 40% Chaga & Aloe Vera - ennek a kiadásnak az alapját fekete tea képezi, az ízesítéshez pedig aloe verát és chaga gombát (hamvaskéreg gomba) használtak fel.[18]
- 82% Black - 2010-ig gyártották, még a régi fajta üvegben.[19][20]

### Egyéb termékek
- Tatra Coffee (Tatranská Káva) - 30% alkoholtartalmú kávéalapú likőr, pörkölt kávé és egyéb összetevők felhasználásával készül.[21]
- Üdítőitalok: 2025-ben dobták piacra a 0,25 literes kiszerelésű, üdítővel bekevert italokat. Az 5,2 nevű kólával, a 7,2 nevű tonikkal készül.

## Díjak
- International Spirits Challenge – Bronzérem, London[22]
- Grand Prix Award Winner – SIAL Trends & Innovations - Legjobb ital 2010, Párizs[23][24]
- European Design – Ed Awards Winner 2010, Rotterdam[25]
- Reddot Design Award – Győztes, 2010, Essen[26]
- Pentawards – Aranyérem, 2010, Sanghaj[27]
- Beverage Testing Institute – Bronzérem, 2010, Chicago[28]
- ITQI Superior Taste Award 2011, Brüsszel[29]
- San Francisco World Spirits Competition – Arany- és ezüstérem, 2011, San Francisco[30]
- Danubius Gastro – Gold Medal 2012, Pozsony

## Koktélok
A Tatratea kitűnően alkalmas koktélok készítésére. A teljesség igénye nélkül néhány koktél, mely elkészítéséhez használják:
- T 52
- T-Coconut
- Royal Tatrateani
- Tatratea Champs-Élysées
- Cosmo[31]
- Marmot[32]
- Tatra Julep
- Slovakian Negroni
- Wolfpack
- Frndžalica
- Rosery
- Sunrays

## Külső hivatkozások
- Hivatalos oldal
- Magyar oldal